# Приключенията на Дигимон
Дигимон Приключение (на японски: デジモンアドベンチャ) е японско аниме, продуцирано от Toei Animation, Bandai, WiZ и Fuji TV от 1999 до 2000 г. Поредицата е дигитална продукция, като сериалът се излъчва по Fuji TV от 7 март 1999 г. до 26 март 2000 г. Сериалът проследява приключенията на група деца, които попадат в дигиталния свят, срещайки се със свои бъдещи дигитални чудовища-партньори, с чиято помощ трябва спасят не само техният свят, но и своят. Излъчван е в САЩ и Европа и е лицензиран от Rai Trade в Италия, CTM В Германия, Arait Multimedia в Испания, Saban Entertainment в Северна Америка и Buena Vista International Television в Европа. Серията е разделена на 4 сезона

## Създаване
графичното вдъхновение се отнася преди всичко до известните японски анимационни филми, по-специално като покемони и след това е добавена приключенска тема, която връща предишните години към сагата за Джурасик парк

## Герои
- Тай Камия
- Мат Ишида
- Сора Такенучи
- Иззи Изуми
- Мими Тачикава
- Джо Кидо
- Т. К. Такаши
- Кари Камия
- Agumon
- Gabumon
- Biyomon
- Tentomon
- Palmon
- Gomamon
- Patamon
- Gatomon
- Myotismon
- VenomMyostimon

## епизоди

### Сезон 1
1. И така започна
2. Раждането на Греймон
3. Garurumon
4. Бийомон получава огнева мощ
5. Електрошокът на Кабутеримон
6. тогемон в градчето с играчки
7. Харпунното торпедо на Икакумон
8. Злото показва лицето си
9. Subzero леден удар
10. А улика от дигипаста
11. Танцуващият Дигимон
12. бумът на дигикидите
13. Легендата за дигидестин

### Сезон 2
1. Отпътуване за нов континент
2. Тъмната мрежа на Етемон
3. Пристигането на SkullGreymon
4. Гребена на Искреността
5. Пиксимонът идва
6. Затворникът на пирамидата
7. Земетресението на MetalGreymon
8. Дом далеч от дома
9. Забрави за това
10. Вечерярумоновата вечеря
11. Без въпроси, моля
12. Караоке принцеса
13. Гребена на любовта на Сора

### Сезон 3
1. Порталът към дома
2. Всичко е в картите
3. Връщане към тераса с изглед към Highton
4. Почти безплатно вкъщи
5. Осемте digivice
6. Гатомон идва да се обажда
7. Навън в града
8. Осмото дете се възстанови
9. Силата на цветята
10. Град под обсада
11. Подарък на Wizardmon
12. пророчество
13. Битката за земята

### Сезон 4
1. Влезте в тъмните господари
2. Seasick и уморени
3. Под напрежение
4. Играя игри
5. Ден на боклука
6. Крайният сблъсък
7. Турнето за завръщане на Етемон
8. Чест на Огремон
9. Детегледачката на сестра ми
10. Гребена на светлината
11. Джо битката
12. Гребена на Приятелството
13. Последният шега на Пиемон
14. Сега Апокалимон
15. Съдбата на два свята

## Предавания
Сериалът се излъчва по Fuji TV в Япония, по RaiDue в Италия, по TVE2 в Испания, по RTL II в Германия, по Fox Kids, ABC Family, Toon Disney и Nicktoons в САЩ, TV3 в Швеция, Jetix в Холандия, SIC В Португалия, Fox Kids, TV6 и TV4 в Полша и по TF1 във Франция.

## В България
сериалът се излъчва по Канал 1  от 8 юли 2005 г. до 17 февруари 2006 г и повторения по БНТ2 и E-Kids